# Distretto di Chikwawa
Il distretto di Chikwawa (Chikwawa District) è uno dei ventisette distretti del Malawi, e uno dei dodici distretti appartenenti alla Regione Meridionale. Copre un'area di 4755 km² e ha una popolazione complessiva di 356.682 persone. La capitale del distretto è Chikwawa.